# Александар Тонев
Александар Тонев (болг. Александър Тонев, нар. 2 лютого 1990, Елин-Пелин) — болгарський футболіст, півзахисник клубу «Кротоне».
Виступав, зокрема, за клуби ЦСКА (Софія) та «Селтік», а також національну збірну Болгарії.
Чемпіон Болгарії. Володар Кубка Болгарії. Володар Суперкубка Болгарії. Чемпіон Шотландії.

## Клубна кар'єра
Народився 2 лютого 1990 року в місті Елин-Пелин. Вихованець футбольної школи клубу ЦСКА (Софія). Дорослу футбольну кар'єру розпочав 2007 року в основній команді того ж клубу, в якій провів два сезони, взявши участь у 19 матчах чемпіонату. За цей час виборов титул чемпіона Болгарії.
Згодом з 2009 по 2011 рік грав у складі команд клубів «Слівен» (на правах оренди) та ЦСКА (Софія).
Своєю грою за останню команду привернув увагу представників тренерського штабу клубу «Лех», до складу якого приєднався 2011 року. Відіграв за команду з Познані наступні два сезони своєї ігрової кар'єри. Більшість часу, проведеного у складі «Леха», був основним гравцем команди.
2013 року уклав контракт з клубом «Астон Вілла», у складі якого провів наступний рік своєї кар'єри гравця.
З 2014 року один сезон на правах оренди захищав кольори команди клубу «Селтік».
Протягом 2015–2016 років захищав кольори команди клубу «Фрозіноне».
До складу клубу «Кротоне» приєднався 2016 року. Відтоді встиг відіграти за кротонську команду один матч у національному чемпіонаті.

## Виступи за збірні
2008 року дебютував у складі юнацької збірної Болгарії, взяв участь у 5 іграх на юнацькому рівні.
Протягом 2008—2011 років залучався до складу молодіжної збірної Болгарії. На молодіжному рівні зіграв у 14 офіційних матчах, забив 4 голи.
2011 року дебютував в офіційних матчах у складі національної збірної Болгарії. Наразі провів у формі головної команди країни 23 матчі, забивши 5 голів.
| Дата       | Місто           | Господарі          | Результат | Гості      | Турнір            | Голи | Примітки |
| ---------- | --------------- | ------------------ | --------- | ---------- | ----------------- | ---- | -------- |
| 11-10-2011 | Софія (місто)   | Болгарія           | 0 – 1     | Уельс      | Відбір до ЧЄ 2012 | -    |          |
| 29-02-2012 | Дьйор           | Угорщина           | 1 – 1     | Болгарія   | товариський матч  | -    | 46'      |
| 26-05-2012 | Амстердам       | Нідерланди         | 1 – 2     | Болгарія   | товариський матч  | -    | 78'      |
| 29-05-2012 | Вальс-Зіценгайм | Туреччина          | 2 – 0     | Болгарія   | товариський матч  | -    | 64'      |
| 15-08-2012 | Софія (місто)   | Болгарія           | 1 – 0     | Кіпр       | товариський матч  | -    | 67'      |
| 07-09-2012 | Софія (місто)   | Болгарія           | 2 – 2     | Італія     | Відбір до ЧС 2014 | -    | 82'      |
| 12-10-2012 | Софія (місто)   | Болгарія           | 1 – 1     | Данія      | Відбір до ЧС 2014 | -    | 61'      |
| 16-10-2012 | Прага           | Чехія              | 0 – 0     | Болгарія   | Відбір до ЧС 2014 | -    | 75'      |
| 14-11-2012 | Софія (місто)   | Болгарія           | 0 – 1     | Україна    | товариський матч  | -    | 77'      |
| 22-03-2013 | Софія (місто)   | Болгарія           | 6 – 0     | Мальта     | Відбір до ЧС 2014 | 3    |          |
| 26-03-2013 | Копенгаген      | Данія              | 1 – 1     | Болгарія   | Відбір до ЧС 2014 | -    |          |
| 14-08-2013 | Скоп'є          | Північна Македонія | 2 – 0     | Болгарія   | товариський матч  | -    | 66'      |
| 06-09-2013 | Палермо         | Італія             | 1 – 0     | Болгарія   | Відбір до ЧС 2014 | -    | 61'      |
| 11-10-2013 | Єреван          | Вірменія           | 2 – 1     | Болгарія   | Відбір до ЧС 2014 | -    | 59'      |
| 10-10-2014 | Софія (місто)   | Болгарія           | 0 – 1     | Хорватія   | Відбір до ЧЄ 2016 | -    | 68'      |
| 13-10-2014 | Осло            | Норвегія           | 2 – 1     | Болгарія   | Відбір до ЧЄ 2016 | -    |          |
| 16-11-2014 | Софія (місто)   | Болгарія           | 1 – 1     | Мальта     | Відбір до ЧЄ 2016 | -    | 71'      |
| 08-06-2015 | Стамбул         | Туреччина          | 4 – 0     | Болгарія   | товариський матч  | -    | 61'      |
| 03-09-2015 | Софія (місто)   | Болгарія           | 0 – 1     | Норвегія   | Відбір до ЧЄ 2016 | -    | 61'      |
| 10-10-2015 | Загреб          | Хорватія           | 3 – 0     | Болгарія   | Відбір до ЧЄ 2016 | -    |          |
| 25-03-2016 | Лейрія          | Португалія         | 0 – 1     | Болгарія   | товариський матч  | -    | 84'      |
| 29-03-2016 | Скоп'є          | Північна Македонія | 0 – 2     | Болгарія   | товариський матч  | 1    | 84'      |
| 29-03-2016 | Софія (місто)   | Болгарія           | 4 – 3     | Люксембург | Відбір до ЧС 2018 | 1    | 64'      |
| Усього     |                 | Матчів             | 23        |            | Голів             | 5    |          |

## Титули і досягнення
- Чемпіон Болгарії (1):

ЦСКА (Софія): 2007-08
- Володар Кубка Болгарії (1):

ЦСКА (Софія): 2010-11
- Володар Суперкубка Болгарії (1):

ЦСКА (Софія): 2008
- Чемпіон Шотландії (1):

«Селтік»: 2014-15
- Володар Кубка шотландської ліги (1):

«Селтік»: 2014-15